# Sexualitetens historia
Sexualitetens historia är ett fyrbandsverk av den franske filosofen Michel Foucault, utgivet 1976–2018. De fyra delarna bär titlarna La volonté de savoir ("Viljan att veta"), L'usage des plaisirs ("Njutningarnas bruk"), Le souci de soi ("Omsorgen om sig") och Les aveux de la chair ("Köttets bekännelser").

## Viljan att veta
I den första delen ger Foucault en introduktion till det omfattande ämne som han planerade att behandla i sju volymer. Han inför begreppet dispositif, vilket skall tjäna som en precisering av begreppet episteme. Dispositif refererar till en heterogen samling av olika diskurser, utsagor och vetenskapliga satser och utgör på samma gång det nätverk som sammanbinder dessa. Dispositif är således ett mera generellt begrepp än episteme.
Foucault postulerar en åtskillnad mellan sex och sexualitet; det förstnämnda avser den fysiska akten, medan det sistnämnda står för ett betydligt vidare begrepp. För Foucault inbegriper begreppet "sexualitet" fantasier, begär och njutning, men även diskurser, makttekniker och förfaranden som är ämnade att forma våra beteenden. För Foucault utgör sexualitetens historia en diskursernas historia, men han företar inte endast en diskursiv studie utan även en studie av utvecklingen och formandet av den sexualiserade kroppen. Foucault noterar en centrumförskjutning från den sexuella akten till den på identitet baserade sexualiteten. Foucault hävdar, att sexualitet inte är något som alltid har funnits, utan den har skapats under den moderna epoken (från omkring 1800 till i dag).

## Njutningarnas bruk
I den andra delen ämnar Foucault undersöka källorna till den västerländska sexualiteten och intresserar sig särskilt för antika källor – grekiska och i synnerhet romerska. Foucault undersöker hur den romerska synen på sexualitet har givit ramarna och formerna för densamma. Han studerar dessa förkristna källor men även hur kristendomen har satt sin prägel på vår uppfattning av och attityder gentemot sexualitet. Foucault intresserar sig särskilt för vad som låg under lagren av det kristna tänkandet.

## Omsorgen om sig
Den tredje delen behandlar de första århundradena efter Kristus. Foucault genomför en noggrann analys av den grekiske drömtydaren och spåmannen Artemidoros verk Oneirokritika, i vilket de sexuella drömmarna ägnas stor uppmärksamhet och i synnerhet vem som utgör den aktiva respektive passiva parten i den sexuella akten. Om en dröm handlar om sexuellt umgänge med hustrun eller med en slav, måste mannen alltid utgöra den aktiva, penetrerande parten, medan han i de drömmar som handlar om äldre eller mäktigare personer måste vara den passiva parten. Foucault benämner dessa århundraden som en "guldålder", då självomsorgen kom i centrum och formades inom bland annat olika filosofiska skolor som epikurismen och stoicismen. Foucault kommer fram till att grekernas och romarnas förhållande till sexualiteten snarare är en τέχνη του βίου, en livskonst, än en ars erotica, en erotikens konst.